# Sant Quintí de Mediona
Sant Quintí de Mediona ist eine katalanische Gemeinde in der Provinz Barcelona im Nordosten Spaniens. Sie liegt in der Comarca Alt Penedès.

## Gemeindepartnerschaft
Sant Quintí de Mediona unterhält eine Partnerschaft mit der französischen Gemeinde Lacq.